# Cai Lun
Cai Lun foi um alto funcionário da corte imperial, na dinastia Han, que inventou o papel a partir de casca de amoreira e fibra de bambu, no ano 105.
Na China é tradicionalmente considerado o inventor do papel, pois sob sua administração foi aperfeiçoada a técnica de fabricação do material utilizado para a escrita de documentos, que passou a ter propriedades semelhantes às do papel atual, bem diferentes do papiro e do pergaminho usados antigamente. Embora as primeiras formas de papel existissem na China a partir do século II a.C., ele foi responsável pela primeira melhoria e padronização significativa da fabricação de papel, adicionando novos materiais essenciais à sua composição. Segundo as crônicas históricas chinesas, a invenção do papel teria ocorrido no ano 105 d.C.

Considera-se que as melhorias de Cai na fabricação de papel tiveram um enorme impacto na história humana, e daqueles que criaram as Quatro Grandes Invenções da China - a bússola, a pólvora, a fabricação de papel e a impressão - Cai é o único inventor cujo nome é conhecido. Embora na China ele seja reverenciado no culto aos ancestrais, deificado como o deus da fabricação de papel e apareça no folclore chinês, ele é praticamente desconhecido fora do leste da Ásia. Sua cidade natal em Leiyang continua sendo um centro ativo de produção de papel.